# Гарсиа Баэна, Пабло
Пабло Гарсиа Баэна (исп. Pablo García Baena; 29 июня 1923, Кордова, Испания — 14 января 2018, там же) — испанский и андалуский поэт и прозаик.

## Биография
Закончил бакалавриат французской школы и колледж Авунсьона (Colegio de la Asunción). Изучал живопись и историю искусств в Школе искусств и ремесел Кордовы.
Один из основателей литературно-художественной группы Canticle, которая обращалась к искусству эпохи барокко, возвышенной и жизненной поэзии.
Один из основателей Атенео-де-Кордоба (Ateneo de Córdoba).
До смерти работал директором Литературного центра Андалузии (Centro Andaluz de las Letras).

## Творчество
Его литературная карьера началась в 1946 году, с публикации стихов в местной прессе. Свои произведения подписывал псевдонимом Луис де Карденас или просто заглавной буквой Е. Сотрудничал с газетами «Caracola», «El Español» и «La Estafeta Literaria».
Опубликовал свой первый сборник стихов «Rumor oculto» в 1946 году в журнале «Фантазия».
В 1964 году вместе с друзьями, путешествовал по Французской и итальянской Ривьере, жил в Милане, Флоренции, Венеции, Риме, Неаполе, на Капри, Афинах, побывал в Каире и Александрии, совершил поездки во Флориду и Нью-Йорк. Одновременно с литературным творчеством с 1965 по 2004 год занимался торговлей антиквариатом в Бенальмадена (Малага), выступал с лекциями. Затем поселился вновь в своём родном городе.

## Избранные произведения

### Поэзия
- «Rumor oculto» (Madrid, 1946)
- «Mientras canten los pájaros» (Córdoba, 1948)
- «Antiguo muchacho» (Madrid, 1950)
- «Junio» (Málaga, 1957)
- «Óleo» (Madrid, 1958)
- «Almoneda» (Málaga, 1971)
- «Antes que el tiempo acabe» (Madrid, 1979)
- «Gozos para la Navidad de Vicente Núñez» (Madrid, 1984)
- «Antología poética» (Bujalance, Córdoba, 1959)
- «Poemas» (Málaga, 1975)
- «Poesía completa» (Madrid, 1982)
- «El sur de Pablo García Baena» (Córdoba, 1988)
- «Antología última» (Málaga, 1989).
- «Fieles guirnaldas fugitivas»

### Проза
- Lectivo, Jerez de la Frontera (Cádiz, 1983)
- El retablo de las cofradías (Córdoba, 1979)
- Calendario (Málaga, 1992).
- Ritual (Córdoba, 1994).
- Los libros, los poetas (Madrid, 1995).
- Vestíbulo del libro (Málaga, 1995).
- Zahorí Picasso (Málaga, 1999).
- Córdoba (Córdoba, 2009).

## Награды
- 1984 — Премия принцессы Астурийской по литературе.
- 2008 — Премия королевы Софии по ибероамериканской поэзии
- Победитель международной поэтической премии (International Poetry Award) «City of Melilla».
- Присвоено звание «Благодарного сына» его родного города Кордовы и родного региона Андалусии.